# Burg Lindheim
Die Burg Lindheim ist eine ehemalige Burganlage in Lindheim, einem Ortsteil der Gemeinde Altenstadt im Wetteraukreis in Hessen. Im Mittelalter gehörte die Burg einer größeren Ganerbschaft niederadliger Familien, welche in der östlichen Wetterau einen bedeutenden lokalen Machtfaktor darstellte. 1697 wurde an Stelle der Burg das Schloss Lindheim errichtet. Von beiden Gebäuden sind heute nur noch wenige Reste erhalten.

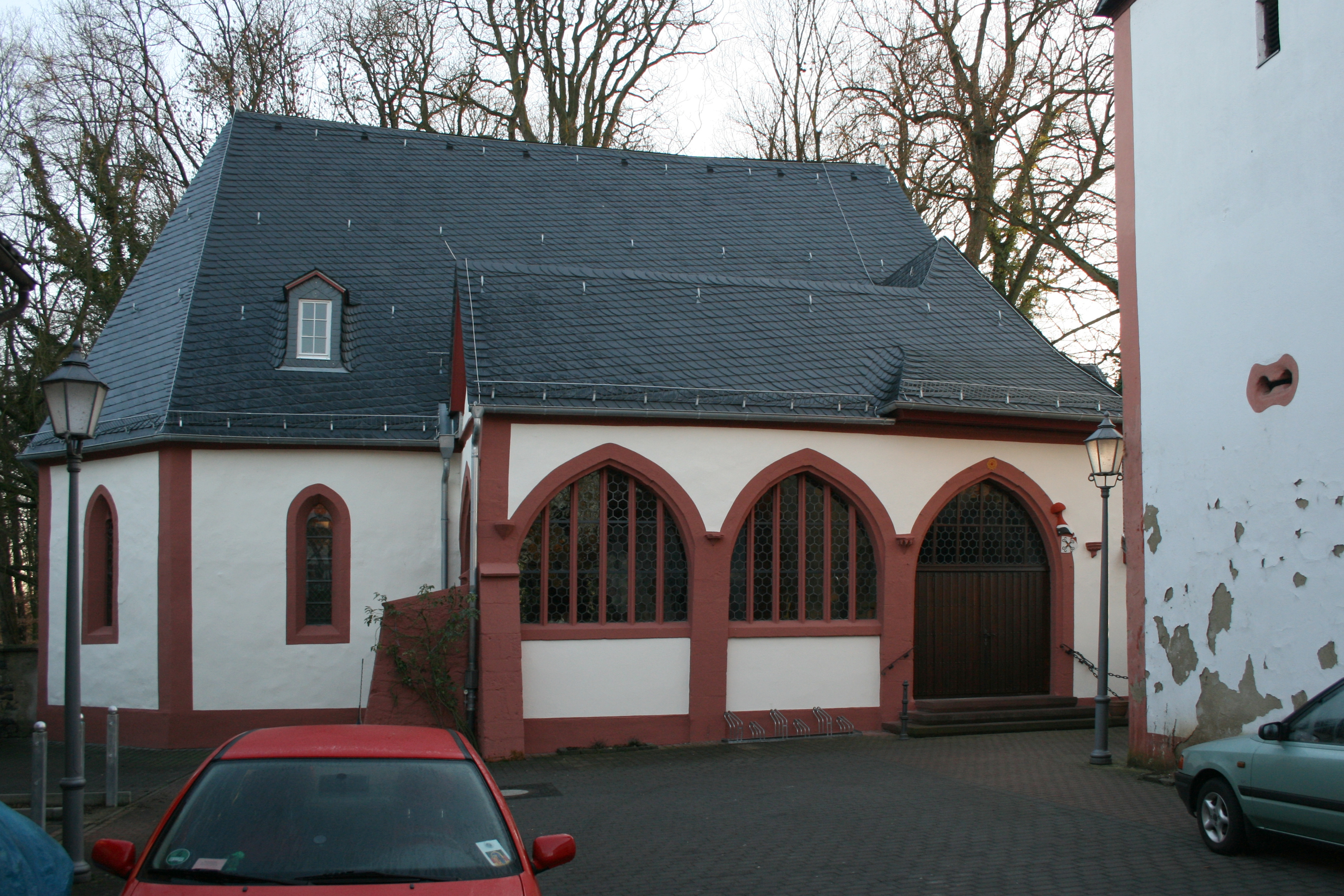
Im Kirchenschiff ist noch ein Teil eines älteren Rittersaals erhalten

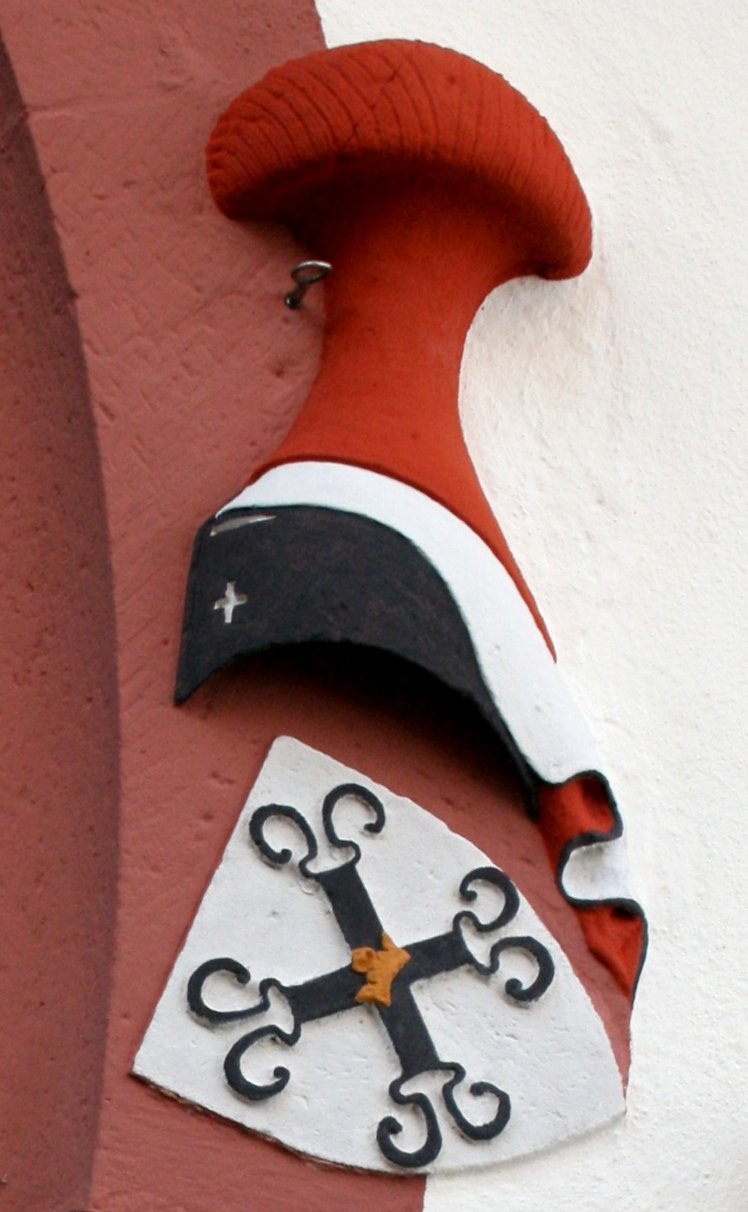
Detail des Kirchenportals mit dem Wappen der Büches von Lindheim

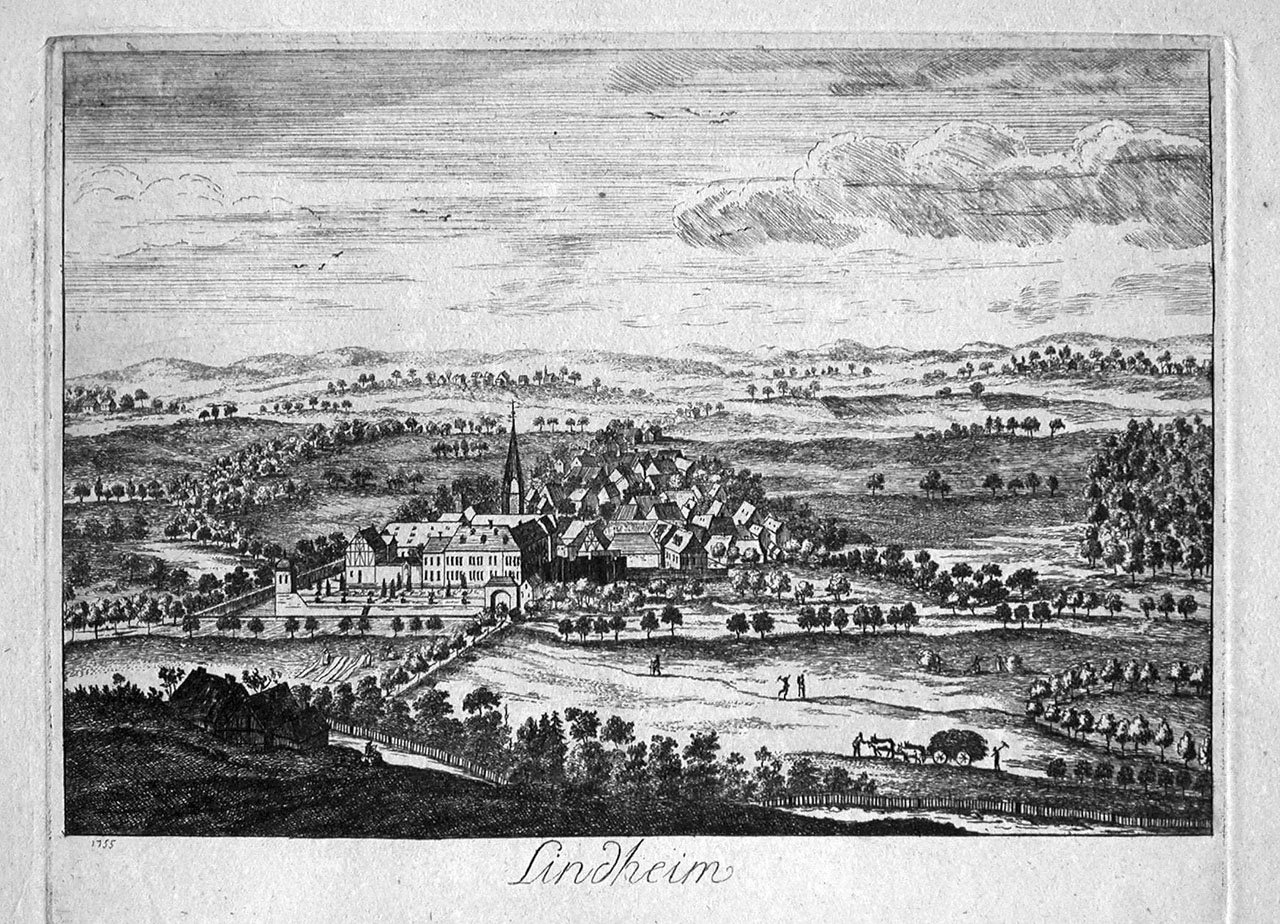
Ansicht des Schlosses von Osten, Kupferstich eines unbekannten Künstlers, 1755

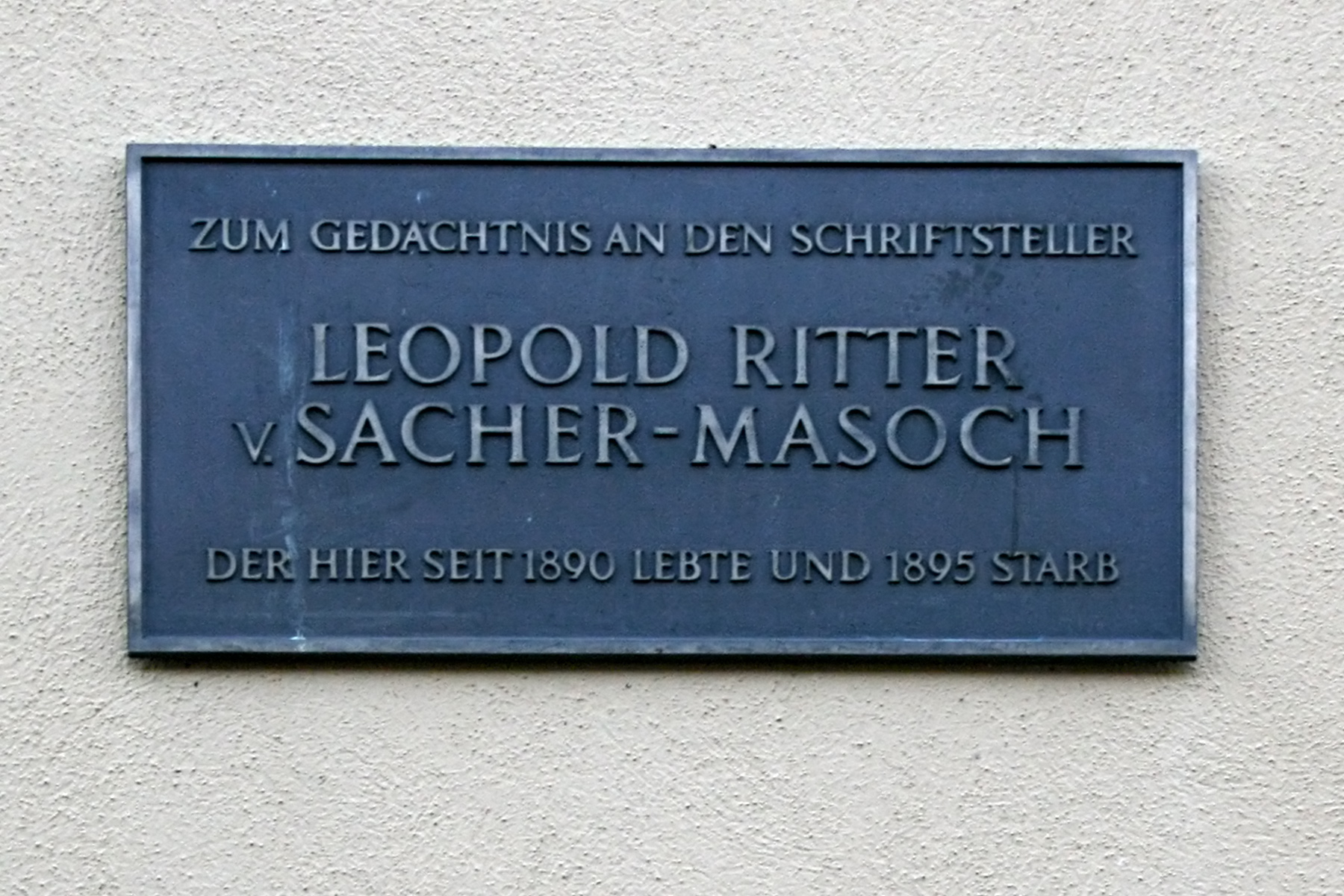
Gedenktafel für Leopold von Sacher-Masoch

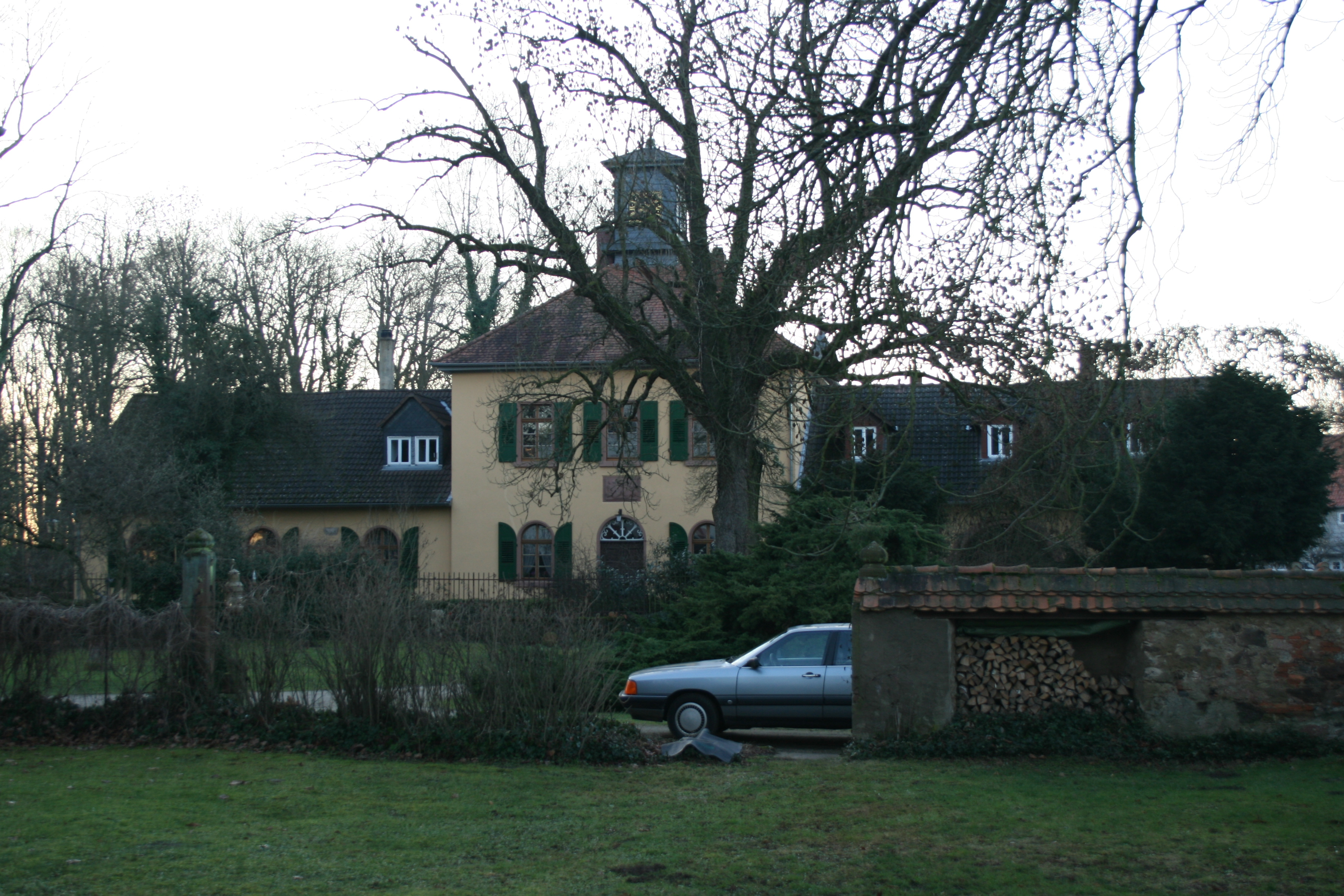
Mollersches Landhaus oder Schlösschen 2011

## Geschichte

### Mittelalterliche Burg
Der Ort Lindheim wurde im Jahr 930 erstmals urkundlich erwähnt und befand sich zunächst im Besitz der Herren von Münzenberg. Eine erste Burganlage wurde vermutlich 1241 zerstört. 1289 erhielt Konrad von Büches von König Rudolf die Erlaubnis, in Lindheim eine neue Burg zu bauen, die sich allerdings nicht am gleichen Standort befand.
Bereits kurz nach diesem Neubau befand sich die Burganlage im geteilten Besitz mehrerer Familien, 1324 von Büches, von Kransberg und von Bommersheim. 1391 schlossen bereits 17 Familien einen Burgfrieden, im 15. Jahrhundert erhöhte sich die Zahl der Ganerben auf 56, wobei es häufigere Wechsel gab. Auch der Mainzer Erzbischof versuchte seit 1405, in der Burg Fuß zu fassen und unterstützte den Ausbau finanziell. Zum Ausgleich gegen Mainz unterstellten sich die Ganerben aber 1458 auch dem Pfalzgrafen Friedrich I., auf dessen Seite sie in der Mainzer Stiftsfehde kämpften.
Seit dem Beginn des 15. Jahrhunderts gingen von der Burg vermehrt Übergriffe auf Kaufleute aus, die zur Frankfurter Messe unterwegs waren. Die Stadt Frankfurt ließ die Burg angreifen, scheiterte aber mehrmals in den Jahren 1464, 1470, 1485 und 1490. Frankfurt konnte damit der Räubereien nicht Herr werden, während die Ganerben in dieser Zeit die Burg erweiterten und auch den Ort Lindheim ummauern ließen. Der Ort wurde erstmals 1342 als Stadt bezeichnet und behielt als Freigericht reichsunmittelbare, stadtähnliche Rechte bis 1806.
Der Niedergang der Ganerbschaft begann mit der Sickinger Fehde 1523 und wurde beschleunigt durch den Dreißigjährigen Krieg. Der Ort wurde 1623 und 1627 zerstört, eine weitere Zerstörung folgte 1645 im Hessenkrieg durch hessen-darmstädtische Truppen. Das Interesse am Besitz der zerstörten Burganlage zerfiel. 1618 hatten die Rosenbach und Wallenstein ihren Anteil an die Herren von Schlitz genannt von Görtz verpfändet. 1630 versammelten sich nur noch vier Ganerben. Seit 1648 wurde der Besitz von den Herren von Oeynhausen aufgekauft.

### Neuzeitliches Schloss
Christian Ludwig von Oeynhausen ließ nach dem Krieg ein Schloss errichten, das 1697 fertiggestellt war. Zum Bau wurden Steine der Burganlage verwendet.
Im 18. Jahrhundert besaß die Familie von Schrautenbach das Schloss. 1736 nahm Carl Ernst Balthasar von Weitolshausen genannt Schrautenbach den aus Sachsen ausgewiesenen Nikolaus Ludwig von Zinzendorf mit der Herrnhuter Brüdergemeine kurzzeitig im Schloss auf. 1744 wurde das „Seminarium Theologicum“ der Herrnhuter Brüdergemeine von Marienborn in das Lindheimer Schloss verlegt. Im Januar 1747 wurde der berühmte Erbauungsschriftsteller Friedrich Christoph Steinhofer zum Leiter des Theologischen Seminars in Lindheim berufen.
In der Mitte des 19. Jahrhunderts wurden die letzten Teile der Burganlage mit Rondellen und Torhäusern abgebrochen.
Bis zu seinem Tode im Jahr 1895 lebte der österreichische Schriftsteller Leopold von Sacher-Masoch im Mollerschen Landhaus, einem Seitenflügel des Schlosses. An dem Gebäude erinnert heute eine Tafel an ihn. 
Ein Großfeuer zerstörte 1928 die Hauptgebäude des Schlosses, wobei auch die Urne mit der Asche Leopold von Sacher-Masochs im Brandschutt des Schlosses verlorenging.
Die wenigen erhaltenen Reste des Schlosses befinden sich im Privatbesitz und sind nicht zugänglich.

## Anlage
Burg und Schloss Lindheim liegen in der Niederung der Nidder. Von einer älteren Burganlage auf dem gegenüberliegenden Flussufer sollen bis in die Mitte des 19. Jahrhunderts noch Reste in der Flur Die Alteburg sichtbar gewesen sein.
Die mittelalterliche Ganerbenburg entstand auf einer fast quadratischen Insel, die durch Ableitung des Mühlbaches von der Nidder gebildet wurde. Nach einem Brand im Jahr 1550 war das Areal zu eng geworden, sodass die Siedlung jenseits der Nidder als typisches Straßendorf verlagert wurde. Von der mittelalterlichen Befestigung sind nur geringe Reste erhalten, darunter der Hexenturm, ein kleiner Rundturm im nicht zugänglichen Schlosspark. Ob der heutige freistehende Kirchturm Teil der Burganlage war, ist nicht völlig gesichert. Im Schiff der Kirche sind Baureste eines Rittersaals enthalten, im Inneren befinden sich mehrere Grabsteine der Ganerben von Lindheim. Der Bautyp lässt auf eine ursprünglich nicht-sakrale Nutzung des Gebäudes schließen.
Das Burgareal war mit mehreren Burgmannenhöfen der verschiedenen Ganerben bebaut, von denen sich allerdings so gut wie nichts erhalten hat. Im Moller-Schlösschen sind möglicherweise noch Reste eines solchen Hofes vorhanden.
Das Moller-Schlösschen ist ebenfalls der einzige nennenswerte erhaltene Teil des Lindheimer Schlosses. Im Kern soll das Gebäude den Westflügel der ehemals dreiflügeligen Schlossanlage von 1697 enthalten. 1841/42 ließ Georg Moller den Flügel zu einem selbständigen Herrenhaus mit seitlichen Wirtschafts- und Remisentrakten erweitern. Mittig trägt das Gebäude ein Zeltdach mit Dachreiter, mehrere spätbarocke Wappensteine wurden wiederverwendet. Zu der Anlage gehört ein Park, in dem sich das Hexentürmchen befindet. Das Moller-Schlösschen präsentiert sich als bescheidene, wohlproportionierte Anlage des Biedermeier. Schloss, Hexenturm und Park stehen heute aufgrund der ehemaligen Bewohner und der Bedeutung als Gesamtanlage unter Denkmalschutz. Im 1930 in traditionalistischen Formen errichteten Wohnhaus sind einige Spolien des Schlossgebäudes vermauert.